# Aneogmena
Aneogmena – rodzaj muchówek z rodziny rączycowatych (Tachinidae).

## Wybrane gatunki
- A. compressa (Baranov, 1936)[1]
- A. fischeri Brauer & von Bergenstamm[1]
- A. lucifera Walker, 1852[2]
- A. secunda (Villeneuve, 1929)[1]